# Hỏa pháo
Hỏa pháo (Hán ngữ: 火炮) là một loại bom cháy được sử dụng trong chiến tranh ở Trung Quốc vào thế kỷ 13. Một số ghi chép sớm nhất về sự xuất hiện của chúng là vào năm 1044 trong thời kỳ Bắc Tống.

## Từ nguyên
Pháo trong Hán ngữ có nghĩa là Bó, sử dụng để chỉ một cú ném một vật được bắn ra từ máy bắn đá hoặc máy phóng khác dùng trong chiến tranh. Hỏa pháo là từ sử dụng muộn hơn, để chỉ một cú ném một vật đang cháy vào một mục tiêu quân sự. Vật ném đó có thể là một gói hay một quả bom được làm bằng thuốc súng hoặc vật liệu gây cháy khác.
Từ thế kỷ 16, hỏa pháo là từ được dùng để chỉ các loại súng cỡ lớn.